# لان-دیل
لان-دیل (به آلمانی: Lahn-Dill-Kreis) یک منطقه روستائی آلمان در آلمان است که در گیسن واقع شده‌است.

## خصوصیات
لان-دیل ۲۵۲٬۱۰۶ نفر جمعیت دارد.

## خواهرخوانده
شهر Mitte خواهرخواندهٔ لان-دیل هست.